# Stuart Brace
Stuart Brace (sinh ngày 21 tháng 9 năm 1942) là một cựu cầu thủ bóng đá ghi 155 bàn 423 trận ở Football League, thi đấu cho Plymouth Argyle, Watford, Mansfield Town, Peterborough United, Grimsby Town (206 trận), Southend United, và Falmouth Town. Ông cũng thi đấu Second XI cricket cho Somerset khi còn ở Plymouth Argyle.